# Emir Kusturica
Emir Kusturica (Sarajevo, 24. studenog 1954.) je jugoslavenski i srpski filmski redatelj iz Bosne i Hercegovine. U prvom dijelu svog opusa bavio se temama vezanim za život u komunističkoj Jugoslaviji, BiH, te njegovom rodnom Sarajevu. Radio je i u Sjedinjenim Američkim Državama, a već duži niz godina živi i radi u Srbiji.

## Život i djelo

### Prve godine
Emir Kusturica se rodio 24. studenog 1954. po prezimenu i imenu u muslimanskoj obitelji koja se deklarirala kao ateisti, 2005. se godine Kusturica krstio na Đurđevdan u Srpskoj pravoslavnoj crkvi. Kršteno ime mu je Nemanja. Kasnije je o svom podrijetlu govorio: "Moj otac je bio ateist i uvijek se deklarirao kao Srbin. Dobro, možda smo mi bili Muslimani 250 godina, ali smo bili pravoslavci prije toga i duboko u sebi uvijek bili Srbi, vjera to ne može promijeniti. Mi smo postali Muslimani samo da bi preživjeli Turke." Kusturica se javno deklarira kao Srbin. Njegov otac Murat Kusturica je radio u ministarstvu informiranja SR Bosne i Hercegovine. Emirova majka Senija je bila domaćica. 
Tijekom školovanja Emir nije bio pretjerano uspješan đak, ali njegov otac koji je vidio sinovljevu zaljubljenost u filmove koristi svoje rodbinske veze kako bi poslao na čuvenu prašku filmsku akademiju.

### Počeci karijere
Talent za film Kusturica je imao već u srednjoj školi (dobio je priznanja). Režiju je studirao u Praškoj filmskoj akademiji (FAMU), koju je završio 1978. Već u toku studija počeo je dobivati nagrade, za studentski rad - kratki film Guernica, rađen po noveli Alije Isakovića nagrađen je na Festivalu studentskog filma u Karlovym Varyma.
Po povratku u rodno Sarajevo zapošljava se na tadašnjoj RTV Sarajevo. Njegov prvi film za tu kuću Nevjeste dolaze, izazvao je kontraverze i polemike zbog prizora eksplicitnog seksa. Njegov drugi televizijski film Bife Titanik, rađen po pripovijetci nobelovca Ive Andrića, prošao je puno bolje. Za nj je dobio nagradu za režiju na ondašnjem Jugoslavenskom televizijskom festivalu u Portorožu.
Njegov prvi cjelovečernji igrani film bio je Sjećaš li se Dolly Bell?, ( 1981.) po scenariju Abdulaha Sidrana. Taj film donio je Kusturici dvije velike nagrade; Zlatnog Lava za najbolji debitantski film na Venecijanskom filmskom festivalu, i nagradu FIPRESCI, na Filmskom festivalu u Cannesu. Ovaj film donio mu je i  Zlatnu Arenu na Festivalu jugoslavenskog igranog filma u Puli (1981.). 
Da mu nagrade nisu slučajno date, pokazao je već svojim sljedećim filmom Otac na službenom putu (1985.), ponovno rađenom s istim scenaristom Abdulahom Sidranom. Ovaj film donio mu je Zlatnu palmu na Filmskom festivalu u Cannesu i nominaciju za Oskara za najbolji neengleski film, Američke filmske akademije.
Kusturica je tijekom svog rada u Sarajevu, predavao filmsku režiju na Akademiji scenskih umetnosti u Sarajevu. 
Tijekom 1986. – 1988. Kusturica je svirao bas-gitaru u sarajevskom rock sastavu Zabranjeno pušenje. Ta njegova rock faza i druženje s Goranom Bregovićem i ostalim sarajevskim rock glazbenicima, imala je traga i u Kusturičinom filmskom opusu. Goran Bregović je radio glazbu za njegove filmove; Dom za vješanje, Arizona Dream (vokal Iggy Pop) i Underground.

### Kusturica tijekom 1990-tih
Nakon početka rata u Bosni, Kusturica je otišao u Sjedinjene Američke Države i predavao režiju na Univerzitetu Columbia u New Yorku. 
Jedan od njegovih američkih studenata David Atkins pokazao mu je svoj scenarij (komediju apsurda), iz kojeg je nastao njegov prvijenac na američkom tržištu - Arizona Dream (1993.), s glumcima;Faye Dunaway, Johnny Deppom i Jerryjem Lewisom u uglavnim ulogama. I ovaj film mu je donio nagrade, nagrađen je Srebrnim Medvjedom i posebnom nagradom žirija na Filmskom festivalu u Berlinu 1993.
Sljedeći njegov film Underground  iz 1995., rađen je po scenariju Dušana Kovačevića, i djelomično financiran od strane državne Radio Televizije Srbije, u tijeku sukoba u bivšoj Jugoslaviji, izazvao je brojne kontraverze i otvorene napade, zbog svog zbunjujućeg sadržaja (koju su mnogi tumačili kao opravdavanje srpske agresivne politike). 
Film je na apsurdno - komičan način bio prikaz povijesti Jugoslavije, od njezinih početaka iz Drugog svjetskog rata, do ratnih sukoba iz 1990-tih prilikom raspada zemlje.
Pojedini kritičari su u ovom Kusturičinom filmu vidjeli samo prosrpsku i četničku propagandu i njihov pogled na sukobe u Jugoslaviji, dok su drugi u tome vidjeli ironičan pogled na balkanske etničke grupe i njihov jetki opis. Tijekom tog perioda, Kusturica je dao i par intervjua u kojima je na neki način branio politiku Slobodana Miloševića i napao zapadne i islamske medije kao raspirivače rata.
Ovaj film, kao i njegovi česti boravci u Srbiji i izjave da se on osjeća Srbinom, izazvale su lavine prosvjeda i negativnih reakcija u Bosni i Hercegovini i njegovom rodnom gradu Sarajevu, tako da vlada bojkot njegovih filmova na Sarajevskom filmskom festivalu.
Uz sve kontraverze i ovaj film Kusturici je donio veliku nagradu, drugu Zlatnu palmu na Filmskom festivalu u Cannesu. 
1998., dobio je na Venecijanskom filmskom festivalu Srebrnog Lava (za režiju) za film Crna mačka beli mačor, jednu lakrdijašku komediju o životu Roma. Glazbu za film izveo je beogradski sastav No Smoking Orchestra, ( osnivač tog sastava je bivši pjevač grupe Zabranjeno Pušenje Nele Karajlić). Uz taj sastav se Kusturica vezao, snimio je video spot za njihov album Unza Unza Time 1999.(u produkciji Universal record company). Sastav se i preimenovao u  Emir Kusturica & No Smoking Orchestra, u kojem Kusturica i aktivno nastupa.

### Kusturičin rad danas
- 2000. nastupio je kao glumac u francuskom filmu La veuve de Saint-Pierre, redatelja Patrice Lecontea, u tom filmu Kusturica ima ulogu s vrlo malo teksta, ali govori tijelom i očima.
- 2001. Kusturica je režirao dokumentarni film posvećen glazbi i koncertima i putovanjima Super 8 Stories.
- 2002. ponovno je glumio u filmu The Good Thief, redatelja Neil Jordana, u ovom filmu Kusturica se pojavljuje kao svirač električne gitare koji stalno svira kratke teme Jimia Hendrixa.
- 2004. Snimio je film na temu rata u Bosni 1992. Život je čudo, za ovaj film dobio je francusku nagradu ( The Prix de l'Education nationale), ovaj film na CD-ROM-u postao je nastavni materiijal.
- 2005. Emir Kusturica je dobio nagradu Philippe Rotthier European Architecture Award za svoj projekt ekološkog naselja Drvengrad na planini Zlatibor, Srbija. Iste godine bio je predsjednik žirija Filmskog festivala u Cannesu
- 10. ožujka 2007., Kusturica je odlikovan visokim francuskim ordenom (Ordre des Arts et des Lettres), za doprinos umjetnosti.
- U svibnju 2007. dovršio je i premjerno prikazao u Italiji dokumentarni film Maradona o velikoj nogometnoj argentinskoj zvijezdi Diegu Maradoni.
- 2009. godine je počeo rad na povijesnom filmu posvećenom meksičkom revolucionaru Franciscu "Panchi" Villi, koji je sniman u Španjolskoj i Meksiku i u kojem glavne uloge imaju Johnny Depp, Salma Hayek, Penélope Cruz i Javier Bardem.

## Filmografija
- Kratki filmovi:
Guernica (1978.)
- TV filmovi:
Nevjeste dolaze (1979.)
Bife Titanik (1980.)
- Cjelovečernji filmovi:
Sjećaš li se Dolly Bell? (1981.)
Otac na službenom putu (1985.)
Dom za vješanje (1988.)
Arizona dream (1993.)
Podzemlje (1995.)
Crna mačka beli mačor (1998.)
Život je čudo (2004.)
Zavet (2007.)
Maradona (2008.) dokumentarni film
Sedam prijatelja Panča Vilje i žena sa šest prstiju (2011.)
Na Mliječnom putu (2016.)

## Nagrade i priznanja
- Guernica - Prva nagrada na Studentskom filmskom festivalu u Karlovym 
Varyma, (1978.)
- Sjećaš li se Dolly Bell? - Zlatni lav na Venecijanski filmski festival, (1981.)
- Otac na službenom putu - Zlatna palma na Filmskom festivalu u Cannesu
- nagrada FIPRESCI (međunarodna nagrada filmskih kritičara) za film  Otac na službenom putu na Filmskom festivalu u Cannesu
- Najbolji neengleski film, nagrada Američke filmske akademije, za film  Otac na službenom putu(1985.)
- Dom za vješanje - nagrada za najbolju režiju na Filmskom 
festivalu u Cannesu (1989.)
- Arizona Dream - Srebrni medved na Berlinskom filmskom 
festivalu, (1993.)
- Underground - Zlatna palma na Filmskom festivalu u 
Cannesu, (1995.)
- Super 8 Stories - Srebrna ploča za najbolji dokumentarni film na Čikaškom internationacionalnom filmskom festivalu, (2001)
- Život je čudo - Najbolji film Europske unije ( Nagrada César), (2005)
- Mećavnik (Drvengrad, Küstendorf) - nagrada Philippe Rotthier za europsku arhitekturu, (2005.)

## Vanjske poveznice
- Emir Kusturica u internetskoj bazi filmova IMDb-u (engl.)
- Emir Kusturica na portalu Allmovie  Arhivirana inačica izvorne stranice od 17. veljače 2021. (Wayback Machine)
- Küstendorf Kusturičino etno selo Mećavnik
- Kustu.com Kustupedija  Arhivirana inačica izvorne stranice od 7. studenoga 2012. (Wayback Machine)
- Stranice grupe No Smoking Orchestra